# جیم گرومیت
جیم گرومیت (انگلیسی: Jim Grummett Sr.; ۳۱ ژوئیهٔ ۱۹۱۸ – ۱۱ مهٔ ۱۹۹۶) بازیکن فوتبال اهل بریتانیا بود.
از باشگاه‌هایی که در آن بازی کرده‌است می‌توان به باشگاه فوتبال لینکولن سیتی و باشگاه فوتبال بوستون یونایتد اشاره کرد.